# Ibis (catena alberghiera)
Ibis è una delle più grandi catene alberghiere del mondo di nazionalità francese, fondata nel 1974 da Paul Dubrule e Gérard Pélisson. Si contano più di 1137 hotel in 65 paesi in tutto il mondo.

## Storia
Il primo hotel Ibis venne inaugurato a Bordeaux nel 1974.

## Hotel

### Europa
- Andorra
- Armenia
- Austria
- Belgio
- Bulgaria[2]
- Rep. Ceca
- Francia
- Germania
- Ungheria
- Irlanda
- Italia
- Lituania
- Lussemburgo
- Macedonia del Nord
- Monaco
- Paesi Bassi
- Polonia
- Portogallo
- Romania
- Russia
- Slovacchia
- Slovenia
- Spagna
- Svezia
- Svizzera
- Turchia
- Ucraina
- Regno Unito

### America
- Argentina
- Brasile
- Cile
- Colombia
- Messico
- Paraguay
- Perù
- Uruguay
- Stati Uniti

### Africa
- Algeria
- Benin
- Camerun
- Etiopia
- Ghana
- Costa d'Avorio
- Marocco
- Mozambico
- Nigeria
- Senegal
- Togo
- Tunisia

### Asia/Pacifico
- Australia
- Cina
- Hong Kong
- India
- Indonesia
  - Il 21 gennaio 2014 c'erano 28 sedi indonesiane e 43 in costruzione e in corso di progettazione.[3]
  - Il più grande hotel Ibis nella regione Asia-Pacifico si trova a Bandung, Giava Occidentale con 606 camere, inaugurato l'8 marzo 2012.[4]
- Giappone
  - Ibis ha aperto il suo primo hotel in Giappone a Tokyo Shinjuku
- Kazakistan
- Malaysia
- Nuova Zelanda
- Singapore
- Corea del Sud
- Thailandia
- Vietnam

### Medio Oriente
- Bahrein
- Iran
- Israele
- Giordania
- Arabia Saudita
- Kuwait
- Oman
- Emirati Arabi Uniti